# Pěvuška modrá
Pěvuška modrá (Prunella modularis) je malý druh pěvce z čeledi pěvuškovitých.

## Taxonomie
Rozlišuje se 8 poddruhů.
- P. m. modularis – Pěvuška modrá evropská obývá většinu Evropy.
- P. m. mabbotti – Pěvuška modrá jihoevropská žije v jižní Francii, Španělsku, Itálii a Řecku.
- P. m. meinertzhageni – Pěvuška modrá balkánská obývá severní Balkán.
- P. m. hebridium – Pěvuška modrá irská žije v Irsku a na Hebridech.
- P. m. occidentalis – Pěvuška modrá britská obývá Velkou Británii a západní Francii.
- P. m. fuscata – Pěvuška modrá krymská žije na Krymu.
- P. m. euxina – Pěvuška modrá turecká obývá severní a severozápadní Turecko.
- P. m. obscura – Pěvuška modrá kavkazská žije v severovýchodním Turecku, na Kavkaze a v severním Íránu.[2]

## Popis
Dorůstá velikosti vrabce domácího (délka těla 13–14,5 cm), kterému se do jisté míry podobá i vzhledem. Svrchu je hnědá, tmavě čárkovaná, hlavu a hruď má modrošedou, nohy červenohnědé. Na špičkách velkých křídelních krovek má bílé tečky. Obě pohlaví jsou si zbarvením velice podobná. Mladí ptáci jsou hnědší, s výraznějším čárkováním a světlou bradou. Létá trhavě, na zemi poskakuje v přikrčeném postoji. Žije velmi skrytě, nápadní bývají pouze zpívající samci, kteří často sedávají na vyvýšených místech.

## Hlas
Ozývá se ostrým cit cit nebo cít. Zpěv je rychlý sled stejně vysokých, ostrých a flétnovitých zvuků ( poslech).

## Rozšíření
Pěvuška modrá má evropský typ rozšíření, zahrnující téměř celou Evropu od Skandinávie jižně až po Středomoří, a dále Kavkaz. V letech 1867 až 1882 byla člověkem zavlečena také na Nový Zéland. Částečně tažný druh, zimující ve střední a jižní Evropě a severozápadní Africe. Evropská populace je odhadována na 12–26 milionů párů a je považována za stabilní.

## Výskyt v Česku
V České republice hnízdí pravidelně a početně na celém území od nížin až po horní hranici lesa. Rozšířena je zvláště ve středních a horských polohách, ale od poloviny 20. století vzrostly i její stavy v nížinách a městských prostředích. Celková početnost byla v letech 2001–2003 odhadnuta na 250–500 tisíc párů.
Naše populace jsou převážně tažné, značný počet ptáků však na našem území pravidelně zimuje, a to hlavně v nižších a středních polohách. Jarní přílet probíhá na konci března a v dubnu, odlet od září do října.

## Prostředí
Hnízdí hlavně ve světlých jehličnatých nebo smíšených, méně i listnatých lesích, parcích a zahradách s vyvinutým keřovým patrem a na vřesovištích.

## Hnízdění

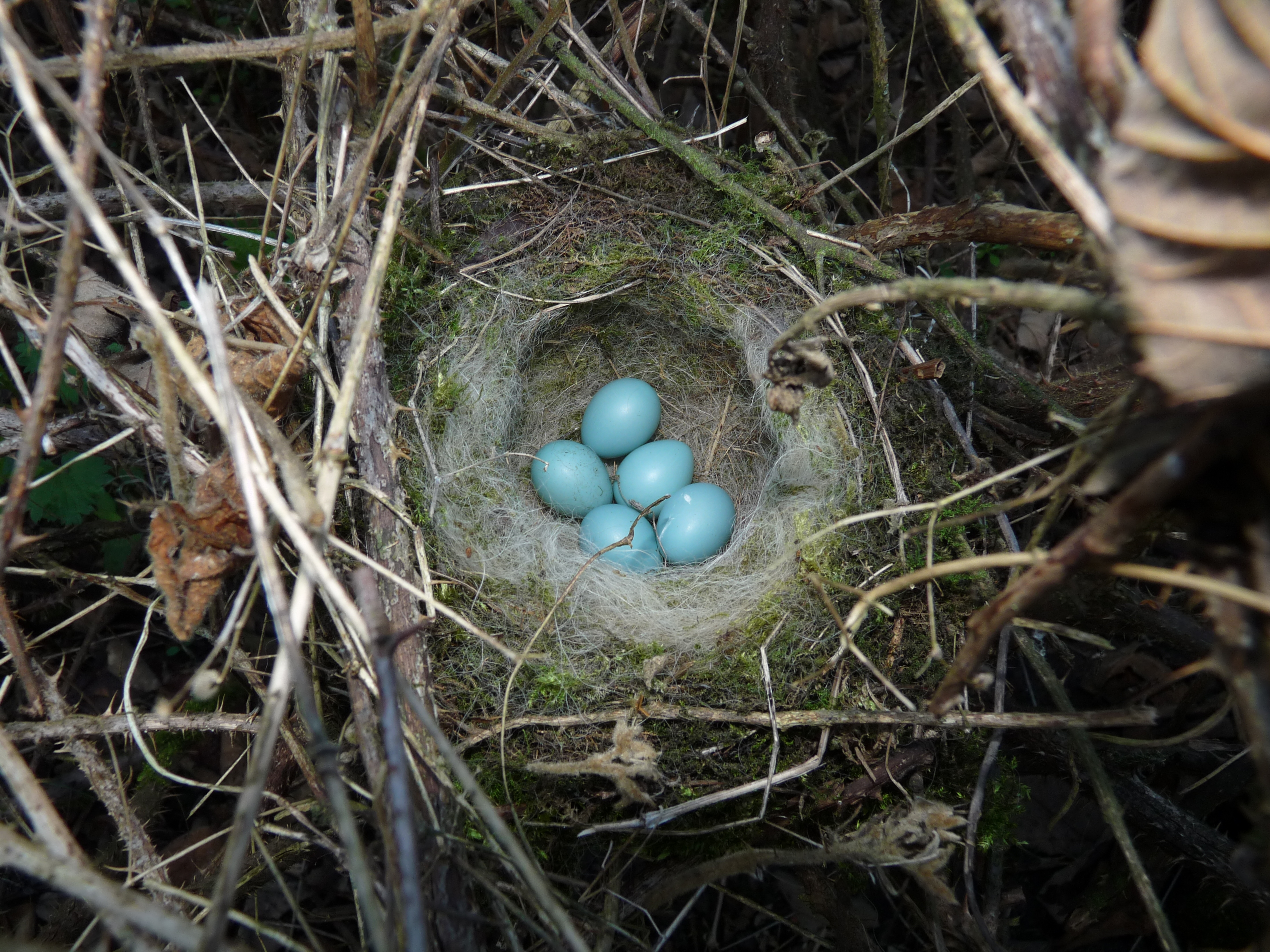
Hnízdo pěvušky modré se snůškou

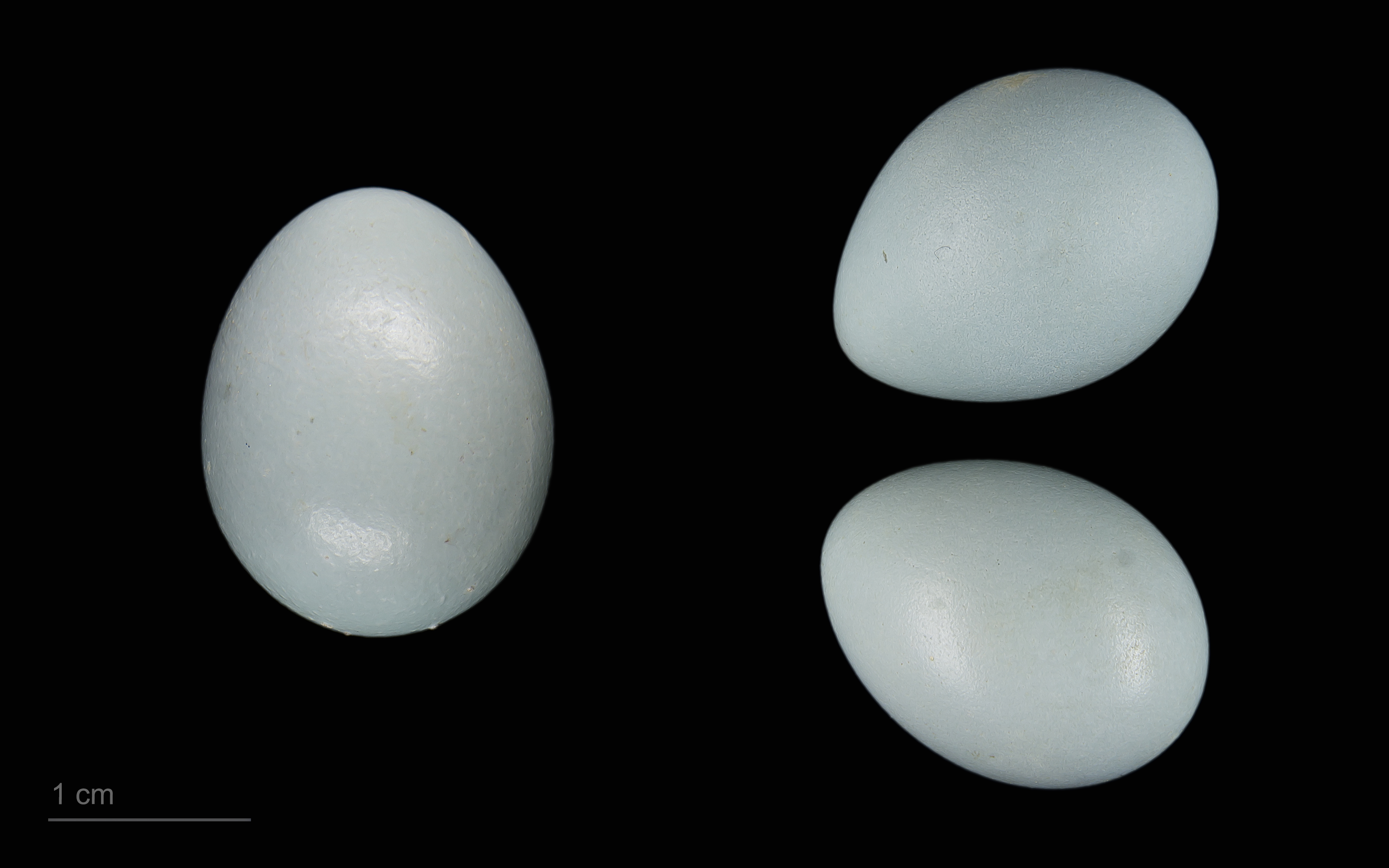
Srovnání vejce kukačky obecné s vejci pěvušky

Hnízdí jednotlivě a teritoriálně, obě pohlaví obhajují potravní teritoria i v zimě. Má velmi variabilní sociální systém; většina párů je monogamních nebo polyandrických (1 samice hnízdí se 2 samci), vzácněji se objevuje i polygynie (1 samec hnízdí se 2–3 samicemi) a polygynandrie (2–3 samci hnízdí se 2–4 samicemi). U polyandrických párů ustanovuje teritorium samice. Hnízdní okrsek přitom zahrnuje teritoria obou samců, která se postupně slučují. Mezi samci tak dochází k určení dominantního (alfa) a submisivního (beta) jedince, doprovázeném intenzivním zpěvem, předváděním agresivních postojů a často i boji. Samice se kromě alfa samce snaží kopulovat i s beta samcem (a někdy i se samci z okolních teritorií) a zajistit tak kvalitnější rodičovskou péči o mláďata; alfa samec se naopak snaží zajistit maximální míru paternity, čehož dosahuje pečlivým střežením samice v průběhu fertilní periody a v případě, že již kopulovala s jiným samcem, intenzivnějším vypuzením spermatu při kopulaci. Kopulace jsou přitom velmi časté a na 1 snůšku jich může připadat až tisíc.
Hnízdo z mechu, tenkých větviček a suchých trav, vystlané jemnými travinami a srstí, staví samotná samice obvykle dobře ukryté v hustých keřích nebo na jehličnatých stromech. Hnízdí pravidelně 2× do roka. Samice snáší 3–5 modrozelených vajec o rozměrech 19,5 × 14,3 mm, na kterých sedí sama po dobu 12–14 dnů. U monogamních párů jsou mláďata krmena oběma rodiči, u polyandrických párů buď dominantním samcem, nebo oběma samci. U polygynandrických párů samci krmí intenzivněji mláďata té samice, u které mají větší jistotu paternity. Mláďata hnízdo opouštějí ve věku 12 dnů a dalších 14–17 dnů jsou krmena mimo něj. Pohlavně dospívají v následujícím roce. Druh se stává často obětí hnízdního parazitismu ze strany kukačky obecné.

## Potrava
V hnízdním období se živí hlavně hmyzem a pavouky, na podzim a v zimě přechází na rostlinnou potravu, tvořenou drobnými bobulemi a semeny. Potravu hledá převážně na zemi.